# Diagonal de uma matriz
Em álgebra linear, a diagonal principal de uma matriz {\displaystyle A} é a coleção das entradas {\displaystyle A_{i,j}} em que {\displaystyle i} é igual a {\displaystyle j.} A diagonal principal de uma matriz quadrada une o seu canto superior esquerdo ao canto inferior direito e a diagonal secundária une os demais cantos. Por exemplo, na matriz a seguir todos os elementos da diagonal principal são iguais a 1:
{\displaystyle {\begin{bmatrix}1&0&0\\0&1&0\\0&0&1\end{bmatrix}}.}
Uma matriz como a anterior, em que todos os elementos não pertencentes à diagonal principal são nulos, chama-se uma matriz diagonal.
A soma dos elementos da diagonal principal de uma matriz quadrada chama-se o traço da matriz.
A diagonal principal de uma matriz retangular é a diagonal que parte do canto superior esquerdo e segue a direita e abaixo até encontrar o lado direito ou o lado inferior da matriz, como nos exemplos a seguir:
{\displaystyle {\begin{bmatrix}1&0&0&0\\0&1&0&0\\0&0&1&0\end{bmatrix}}}
{\displaystyle {\begin{bmatrix}1&0&0\\0&1&0\\0&0&1\\0&0&0\end{bmatrix}}}